# Grupo Teleamazonas
Grupo Teleamazonas es un conglomerado de medios de comunicación televisivos ecuatorianos creado en el año 2013, en el que están agrupados los canales Teleamazonas, la señal internacional de Teleamazonas Internacional y la página de Internet teleamazonas.com.

## Historia

### Inicios
El grupo comienza su formación en 2010 cuando la cadena Teleamazonas pasó a ser administrada desde el extranjero por el Grupo Plural TV, tras su venta ese mismo año por parte del banquero ecuatoriano Fidel Egas Grijalva, a quien había pertenecido hasta entonces. El 21 de octubre de 2010, ante el mandato constitucional que prohíbe a la banca tener acciones en medios de comunicación, Fidel Egas Grijalva anunció la venta de la totalidad de sus acciones en la televisora, mayoritariamente a empleados del propio canal (48%), al conglomerado peruano Grupo Plural TV  (30.8%) y el resto (22%) a empresarios ecuatorianos.

## Logotipos
| Período           | Características |
| ----------------- | --- |
| 2013 - Actualidad | El logo es un círculo dentro del cual hay unas manchas de colores amarillo, azul y rojo. Por fuera está escrita la palabra "Grupo Teleamazonas", en arial de color plomo. |

## Canales
- Teleamazonas
- Teleamazonas: Señal Guayaquil
- Teleamazonas Internacional: Señal desaparecida